# هيئة البرمجيات الترفيهية ذاتية التنظيم

شعار الهيئة.

هيئة البرمجيات الترفيهية ذاتية التنظيم (بالإنجليزية: Entertainment Software Self-Regulation Body) (بالألمانية: Unterhaltungssoftware Selbstkontrolle) تعرف اختصارا بـ USK . هي منظمة مسؤولة عن تقديرات ألعاب الحاسوب في ألمانيا .

## التقديرات
| Without age restrictions                 | ألعاب غير مقيدة يمكن للجميع لعبها .                                                                            |
| Restricted for those below the age of 6  | ألعاب لا ينصح بها لمن هم أقل من 6 سنوات .                                                                      |
| Restricted for those below the age of 12 | ألعاب لا ينصح بها لمن هم أقل من 12 سنوات بسبب تركيزها على الحرب أو القتال ، درجة العنف فيها تكون أقل ما يمكن . |
| Restricted for those below the age of 16 | ألعاب لا ينصح بها لمن هم أقل من 16 سنوات .                                                                     |
| Restricted for those below the age of 18 | ألعاب لا ينصح بها لمن هم أقل من 18 سنوات . قد تحتوي على محتوى قاس أو دموي أو إباحية.                           |